# Birrebeekvallei
De Birrebeekvallei is een natuurgebied in de Vlaams-Brabantse gemeente Meise, gelegen tussen Sint-Brixius-Rode en Nieuwenrode. Het is toegankelijk via de Broekstraat.
Het is een gebied van ongeveer 70 ha dat wordt beheerd door Natuurpunt. De Birrebeek stroomt in noordelijke richting en wordt geflankeerd door oude bossen, waarvan het Velaartbos het belangrijkste is. Dit is rijk aan plantengroei. Op de bodem van dit oude bos groeien onder meer eenbes, daslook, bosanemoon en gele dovenetel. De Grote Heidebeek vloeit hier in de Birrebeek.
Het gebied is rijk aan dieren, waaronder het oranjetipje. Het is vrij toegankelijk op de paden en er is een wandelroute uitgezet.